# カーディガン

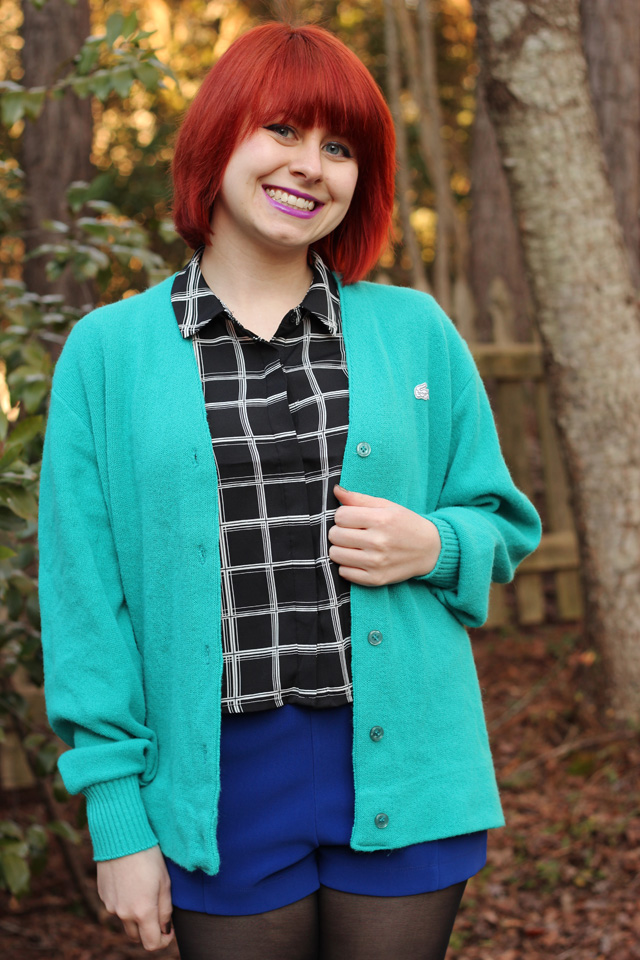
緑色のカーディガンを着た女性

カーディガン（Cardigan）は、毛糸編み、若しくはニットで作られた前開き式のトップスである。

## 歴史

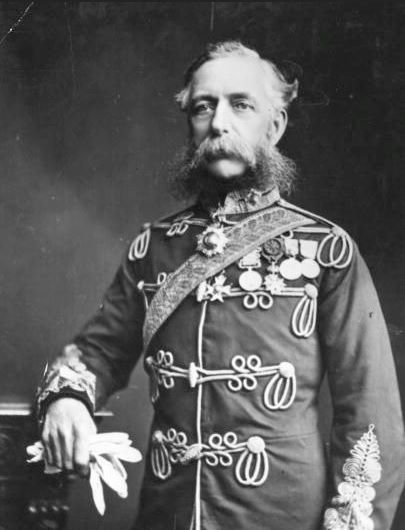
第7代カーディガン伯爵ジェイムズ・ブルーデネル

クリミア戦争のバラクラヴァの戦いに於て無茶な突撃を行った事で有名な、英国陸軍軽騎兵旅団長の第7代カーディガン伯爵ジェイムズ・ブルーデネル（1797年10月16日 - 1868年3月28日）が考案、その名前の由来となっている。怪我をした者が着易いように、保温のための重ね着として着られていたVネックのセーターを前開きにしてボタンでとめられる様にしたのがその始まりと言われている。

## 形態・素材
ジャケット形式のセーターであり、プルオーバー（pullover）と対になって紹介されることが多いが、日本においては通常区別される。衿無し、長袖が一般的なデザインであるが、襟付き（ショールカラーが多い）、半袖のものもある。しかし、袖の無いものはベストと呼ばれ、区別される。主に軽目の毛糸で編まれる。また、同じ色やデザインを合わせたプルオーバーと組み合わせて、ツインセーター（あるいはアンサンブル）として用いられることもある。男女問わずに、普段着やフォーマルでも幅広く着られており、簡単な防寒用衣類としても用いられる。ユニクロなどからはUVカットに対応した商品も発売されている。
防寒としてはウールやアクリル、ポリエステルが一般的だが、真夏のクーラーに対応するために綿製のカーディガンも見られる。真冬には黒や紺が多く、真夏には白、学校の制服用には茶色なども存在する。

## カーディガンの一覧

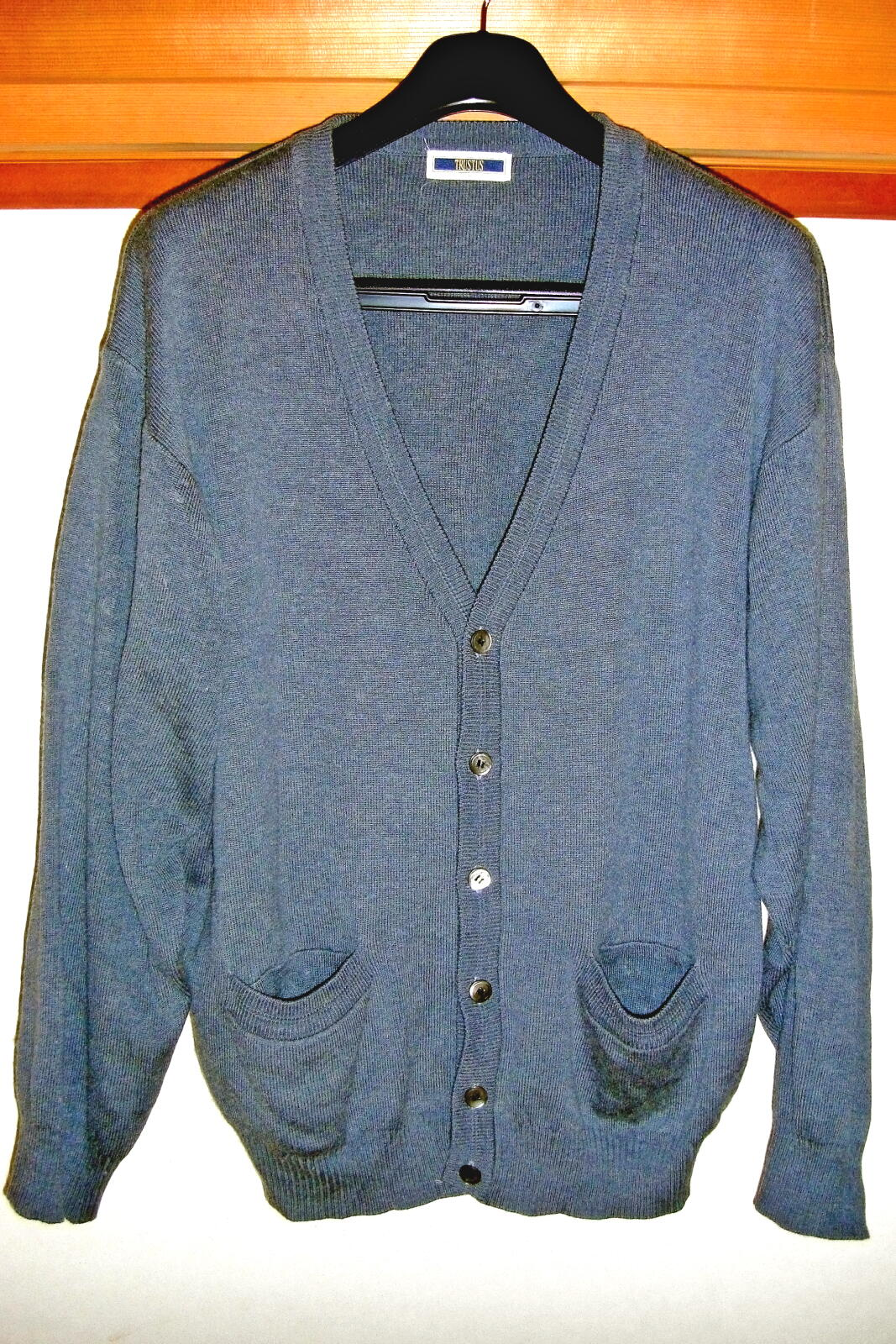
衣紋掛けにつるされたカーディガン
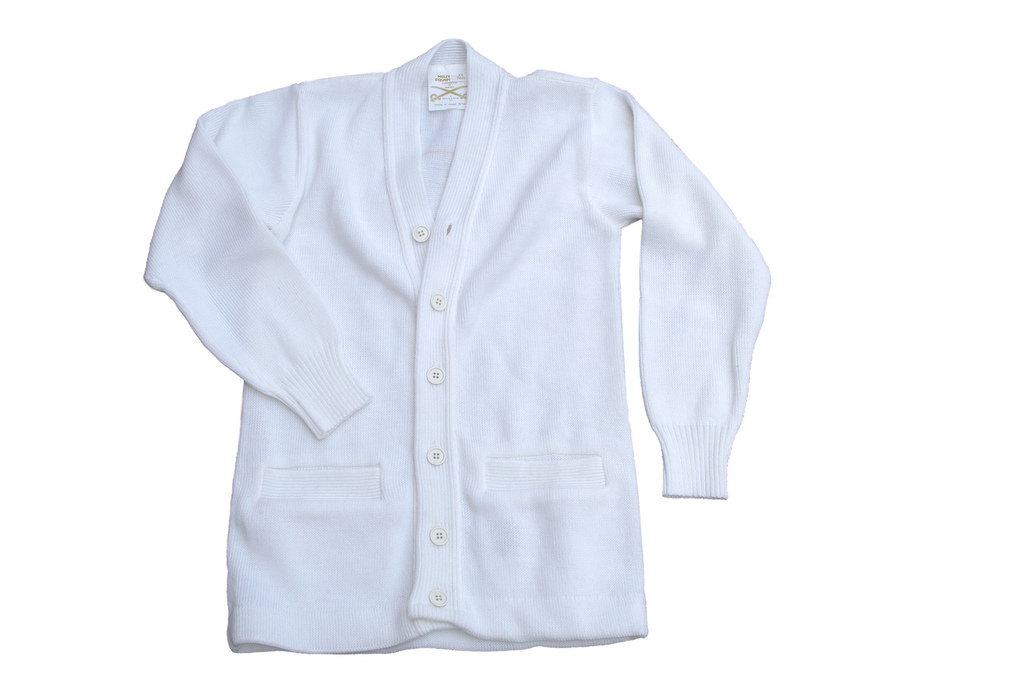
白いカーディガン
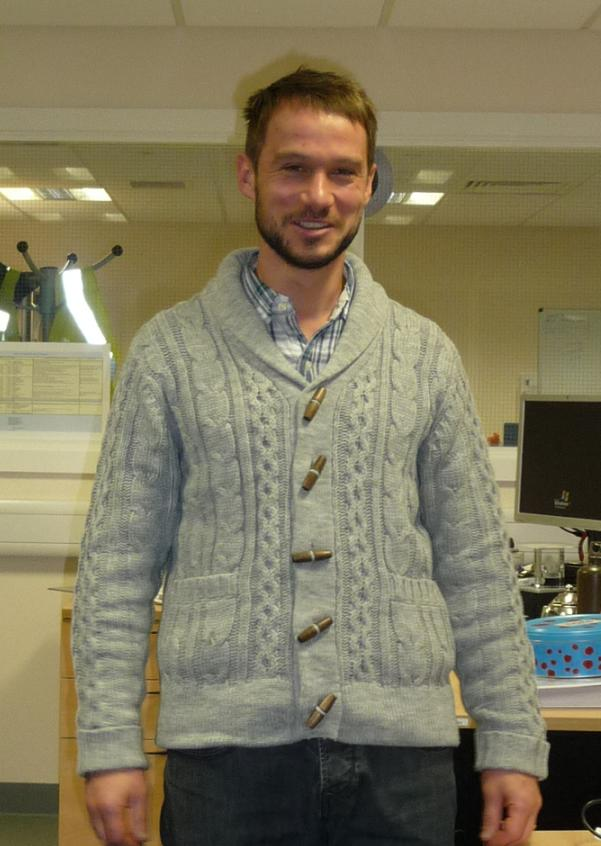
ダッフルコート風のカーディガン
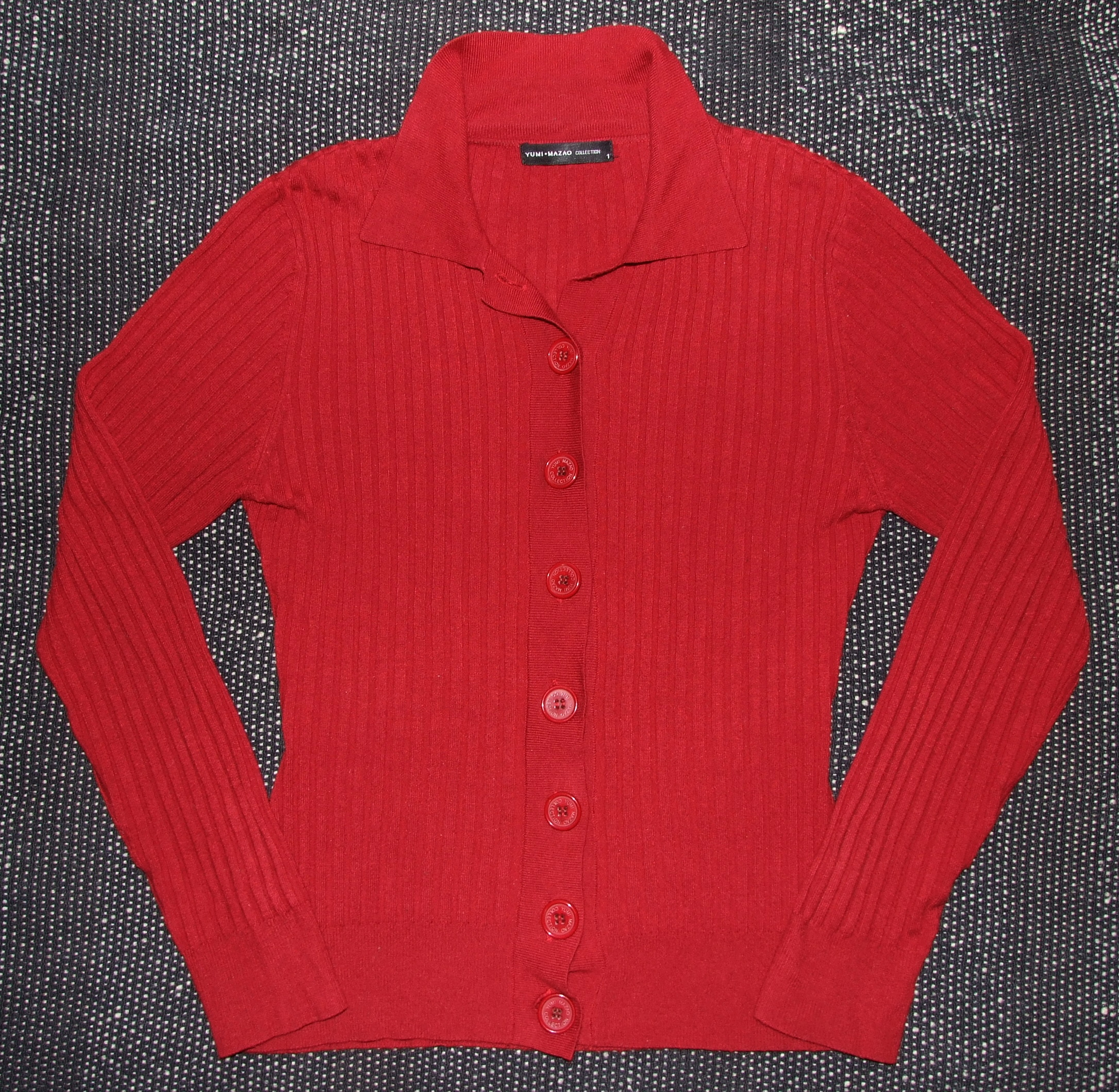
襟付きのカーディガン
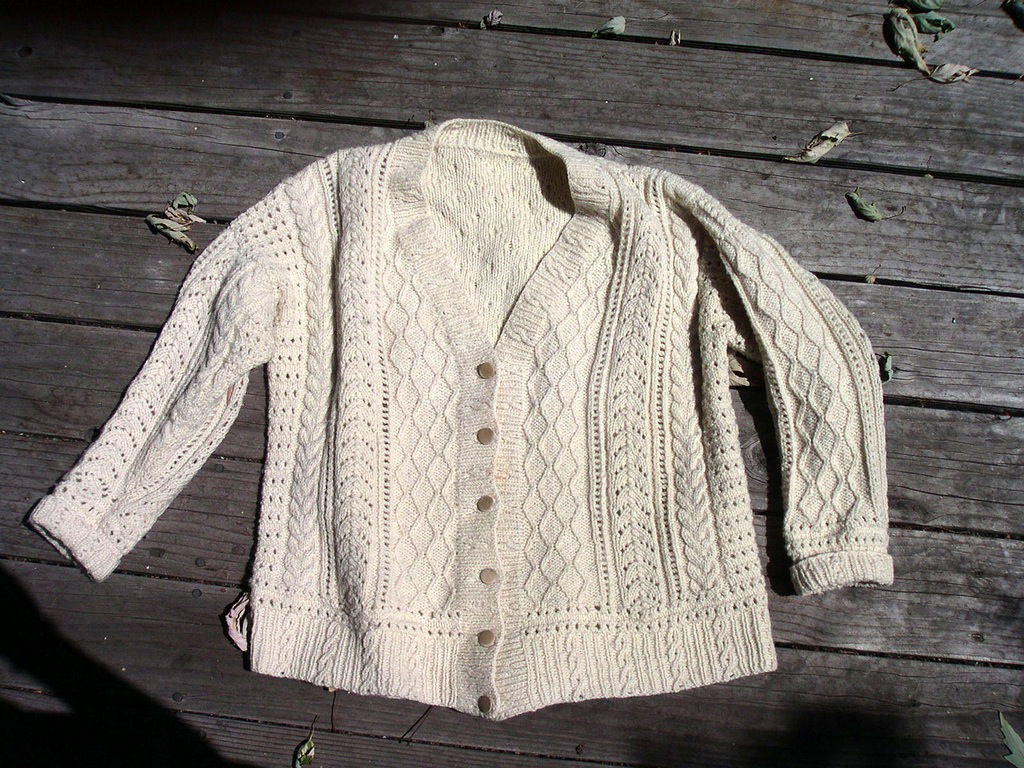
アランセーター（英語版） 風のカーディガン
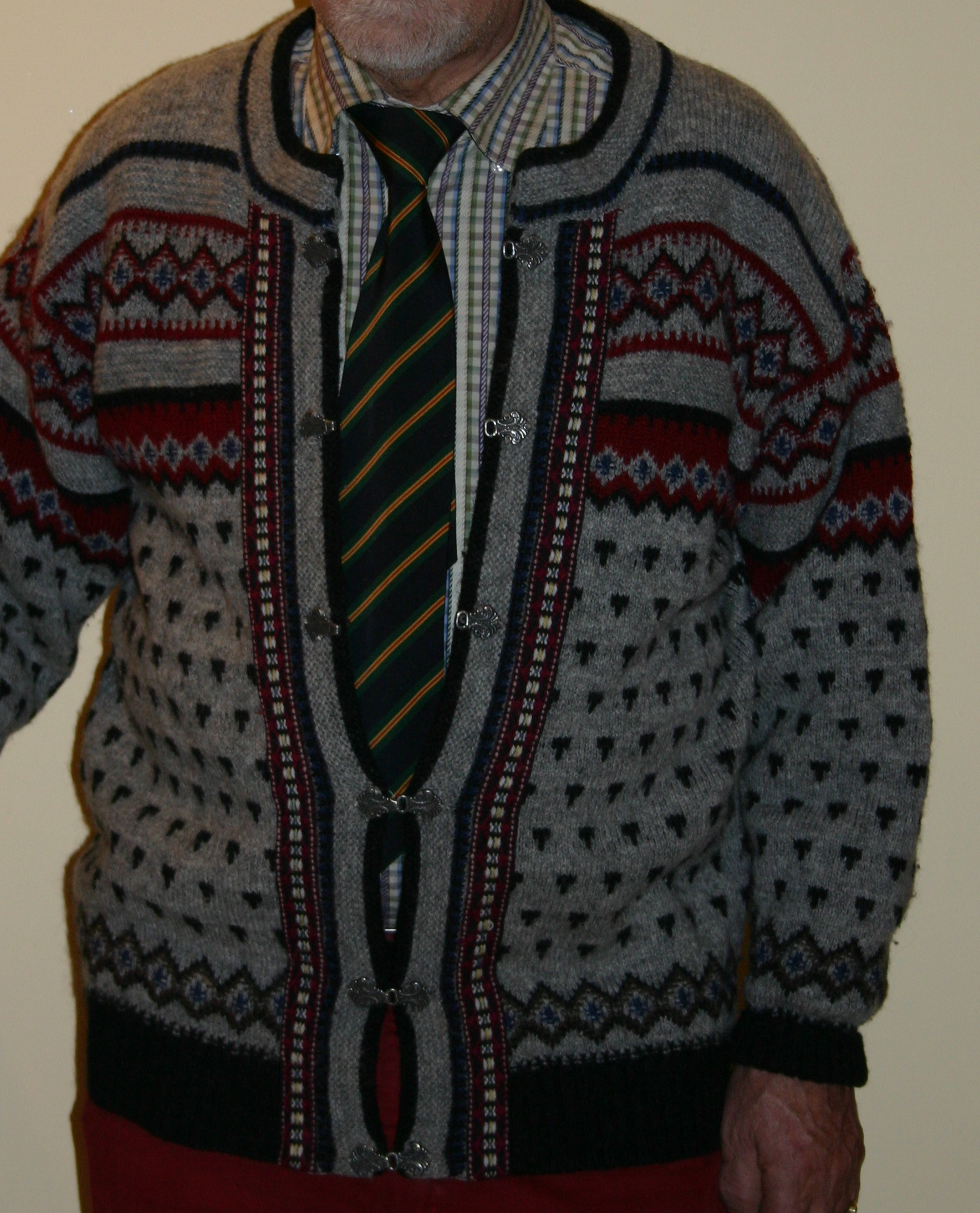
アーガイル柄のカーディガン
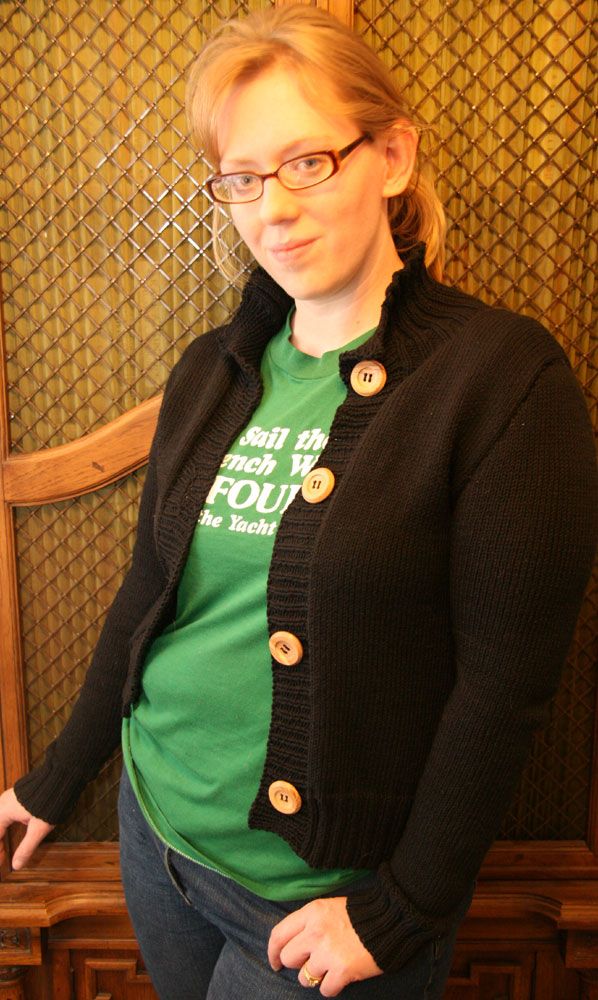
カーディガンを着用する女性
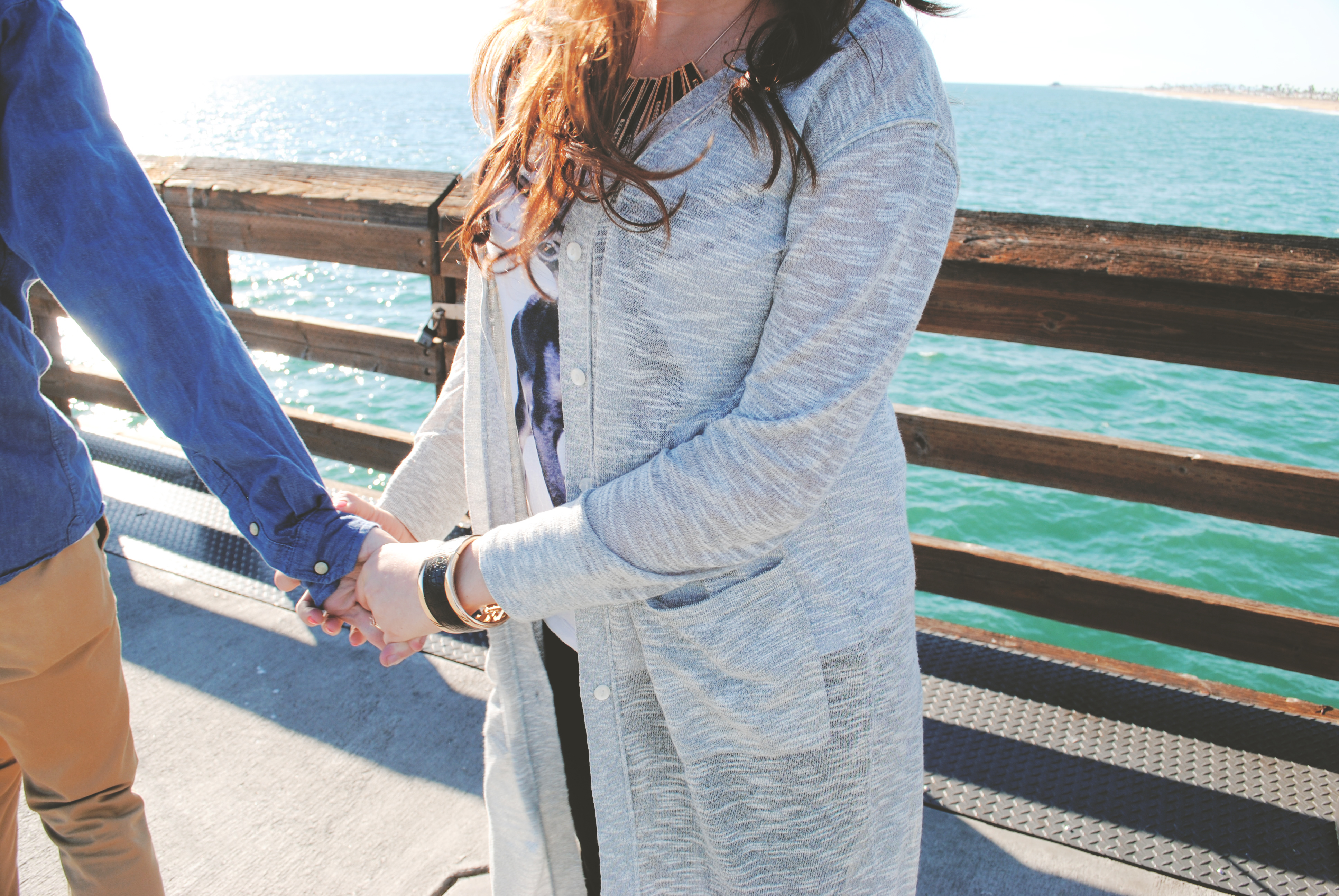
ロング丈
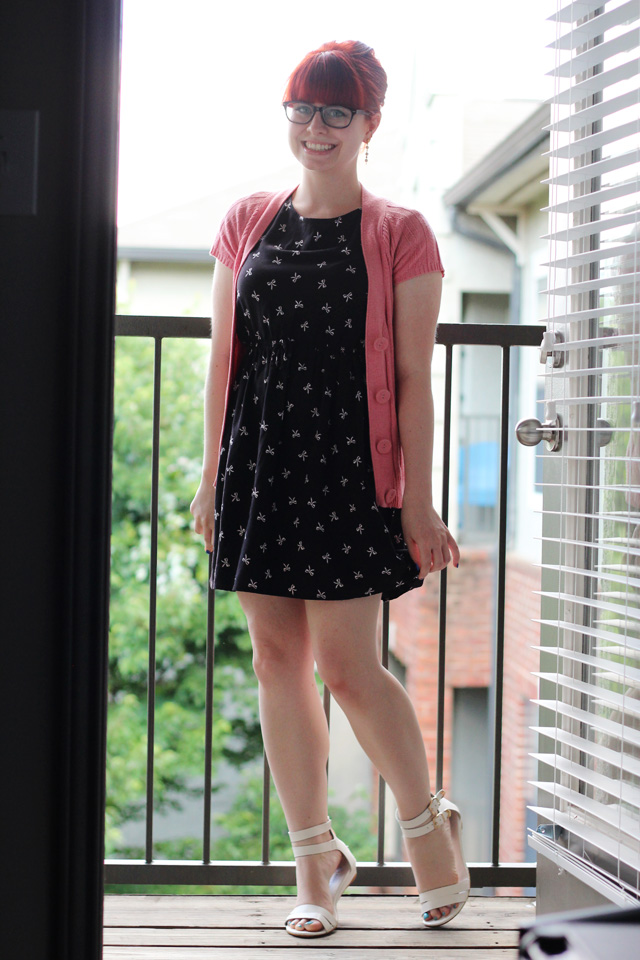
半袖カーディガン

## バリエーション
- カーディガン・ドレス
- カーディガン・コート

## 柄
- 無地
- アーガイル - セーターに多い

## 参考資料
- 田中千代『田中千代　服飾辞典』 新増補第2刷、同文書院、1982年3月。
- 辻元 よしふみ,辻元 玲子『図説軍服の歴史5000年 = The History of Military Uniforms』彩流社、2012年2月1日。ISBN 978-4-7791-1644-5。